# Роберт Енгоян
Роберт Нерсесович Енгоян (вірм. Ռոբերտ Ենգոյան, нар. 15 червня 1932, Ґюмрі, Вірменська РСР) — вірменський державний та господарський діяч, колишній депутат парламенту Вірменії. Інженер-механік. Кандидат технічних наук. Заслужений інженер Вірменії. Дійсний член Інженерної Академії Вірменії. Лауреат Державної премії Вірменської РСР (1972). Кавалер Ордена Дружби народів (1981) та медалі Ананії Ширакаці (2000).

## Життєпис
Роберт Енгоян народився 1932 року в місті Ленінакані, нині Ґюмрі. Навчався у місцевій школі N16.
З 1950 по 1955 роки Роберт Енгоян навчався на механічному факультеті Єреванського політехнічного інституту.
У 1962-1965 навчався на заочному відділенні аспірантури експериментального науково-дослідного інституту металорізальних верстатів міністерства верстатобудівної та інструментальної промисловості СРСР.
З 1955 по 1957 рік працював старшим інженером на радіозаводі у Владимирі.
У 1957-1960 роках Роберт Енгоян начальник відділу на Єреванському заводі гідротурбін.
З 1960 до 1962 року працював начальником відділу на заводі фрезерних верстатів.
У 1962-1975 роках Роберт Енгоян директор експериментального заводу «Вірменстанок».
У 1975-1982 роках Роберт Енгоян генеральний директор Єреванського верстатобудівного об'єднання.
З 1982 року працює директор Канакерского алюмінієвого заводу, з 1994 року Роберт Енгоян голова ЗАТ «Каназей».
1995-1999 роках Роберт Енгоян депутат парламенту Вірменії. Член постійної комісії з фінансово-кредитними, бюджетним та економічних питань. Член фракції «Республіка».
У 1996 році обраний дійсним членом інженерної академії Вірменії, а в 2002 році — академіком Міжнародної інженерної академії.
З 2000 року Роберт Енгоян голова ради директорів вірмено-російського підприємства «Арменал».
У 1999-2003 роках Роберт Енгоян депутат парламенту Вірменії. Член постійної комісії з зовнішніх зносин. Безпартійний.